# Biotita
Biotita és el nom genèric que reben uns minerals rics en potassi, un subgrup del grup de la mica trioctaedral, un dels grups que formen el grup de les miques. Va ser anomenada així en 1847 per Johann Friedrich Ludwig Hausmann en honor del físic francès i mineralogista Jean Baptiste Biot (1774-1862), que va estudiar les propietats òptiques de les miques. Biot i el seu soci, Félix Savart, van descobrir que un corrent elèctric en un filferro produeix un camp magnètic.
La biotita va ser desacreditada com a espècie l'any 1999 per l'Associació Mineralògica Internacional, recomanant que el terme s'utilitzi per a qualsevol mineral de la "sèrie" entre els termes extrems annita-flogopita i siderofil·lita-eastonita. En aquesta sèrie s'ha d'incloure també la fluoroflogopita i la fluorotetraferriflogopita. El terme s'empra amb més freqüència per a les miques riques en ferro de finals de la sèrie.
Aquest subgrup de minerals, sovint anomenat com a grup de la biotita, està integrat per deu espècies minerals que cristal·litzen en el sistema monoclínic: 
| Espècie                   | Fórmula                         |
| ------------------------- | ------------------------------- |
| Annita                    | KFe₃2+(AlSi₃O10)(OH)₂           |
| Eastonita                 | KMg₂Al(Al₂Si₂O10)(OH)₂          |
| Fluorannita               | KFe2+₃(Si₃Al)O10F₂              |
| Fluoroflogopita           | KMg₃(AlSi₃O10)(F,OH)₂           |
| Fluorotetraferriflogopita | KMg₃(Fe3+Si₃O10)F₂              |
| Oxiflogopita              | K(Mg,Ti,Fe)₃[(Si,Al)₄O10](O,F)₂ |
| Flogopita                 | KMg₃(AlSi₃O10)(OH, F)₂          |
| Siderofil·lita            | KFe2+₂Al(Al₂Si₂O10)(OH)₂        |
| Tetraferriannita          | KFe2+₃(Si₃Fe3+)O10(OH)₂         |
| Tetraferriflogopita       | KMg₃(Fe3+Si₃O10)(OH,F)₂         |

No obstant, el terme biotita acostuma a emprar-se exclusivament a les miques de color fosc.